# 馬丁縣 (北卡羅萊納州)
馬丁縣（英語：Martin County）是美國北卡羅萊納州東部的一個縣。面積1,195平方公里。根據美國2000年人口普查，共有人口25,593人。縣治威廉斯頓 (Williamston)。
成立於1774年3月14日。縣名紀念殖民時期最後一任總督約西亞·馬丁 (Josiah Martin)。